# Padang Sakti
Padang Sakti is een bestuurslaag in het regentschap Lhokseumawe van de provincie Atjeh, Indonesië. Padang Sakti telt 2389 inwoners (volkstelling 2010).